# Faust (film, 1926)
A Faust (eredeti cím: Faust – Eine deutsche Volkssage) 1926-ban bemutatott német némafilm Friedrich Wilhelm Murnau rendezésében. A történet Goethe klasszikusán alapszik.
A film sok emlékezetes képsorról és korabeli speciális effektről híres, különös figyelmet szentelt a világos és sötét kontrasztjának. Az egyik leghíresebb jelenet az amikor az óriás Mephisto a város felé emelkedik, és elszórja a pestis magvait.
A Faust volt Murnau utolsó német filmje, utána Hollywoodba ment dolgozni William Fox hívására.

## Cselekmény
Mephisto, az ördög (Emil Jannings) fogadást köt egy arkangyallal, hogy egy becsületes ember lelkét romlottá tudja tenni, és minden istenit ki tud belőle ölni.
Mephisto pestist támaszt abban a faluban, ahol Faust, az öreg alkimista (Gösta Ekman) is él, aki imádkozik Istenhez, hogy állítsa meg a sok halált és éhezést, de semmi sem történik. Ezután egy 24 órás alkut köt az Ördöggel. Faust addig használhatja Mephisto szolgálatait, amíg az utolsó szem homok le nem gördül a homokórában. Faust az új erejét elsőnek arra használja, hogy segítsen a falusi embereken, de azok kitérnek előle amikor rájönnek, hogy képtelen keresztet vetni.
Később Faust még egy üzletet köt a Sátánnal: visszakapja ifjúságát és kap egy földi királyságot, halhatatlan lelkéért cserébe. Mephisto utána a Kopasz-hegyre viszi a Walpurgis-éji ünnepségre találkozni egy olasz hercegnővel. Faust elfogadja az ajánlatot, így lelke örökké az Ördögé lesz. Faust hamarosan kezdi megunni a mesés gazdagságot és kicsapongó életmódot, és kezd az otthon után sóvárogni. Szerelembe esik egy ártatlan lánnyal, Gretchennel (Camilla Horn), de Mephisto megöli a lány bátyját, ezért menekülnie kell. Gretchen gyereket szül Fausttól, de kiűzik őket egy hóviharba, ahol a gyermek meghal, a lányt pedig kikötik egy cölöphöz, mint egy gyilkost.
Faust látja, mi történik, és kéri Mephistót, hogy vigye oda. Amikor odaér, szerelme alatt már készülnek meggyújtani a máglyát. Faust azt kívánja, hogy bárcsak sose kérte volna vissza ifjúságát, és a tömegen keresztül Gretchenhez rohan. Mephisto örömmel teljesíti kívánságát, és Faust immáron öregemberként gázol bele a tűzbe szerelméhez. Gretchen felismeri Faustot, és szíven keresztül fiatalként látja mialatt a lángok felemésztik mindkettőjüket.
Az angyal végül kinyilatkoztatja Mephistónak, hogy a fogadást elvesztette, mert a szerelem diadalmaskodott mindenek felett.

## Szereplők
- Gösta Ekman – Faust
- Emil Jannings – Mephisto
- Camilla Horn – Gretchen
- William Dieterle – Valentin
- Yvette Guilbert – Marthe Schwerdtlein
- Werner Fuetterer – Arkangyal

## Forgatás
A Faust volt az Universum Film AG stúdió legösszetettebb és legdrágább filmje Fritz Lang 1927-es Metropolisáig. A forgatás hat hónapig tartott, és 2 millió márkát emésztett fel, aminek csak a fele térült vissza a bevételekből. Murnau két kamerát is használt, mindkettővel többszörösen is felvették egyes jeleneteket.

## Fordítás
- Ez a szócikk részben vagy egészben  a   Faust (1926 film) című angol Wikipédia-szócikk fordításán alapul.  Az eredeti cikk szerkesztőit annak laptörténete sorolja fel. Ez a jelzés csupán a megfogalmazás eredetét és a szerzői jogokat jelzi, nem szolgál a cikkben szereplő információk forrásmegjelöléseként.